# Voyage Century Online
Voyage Century online è un videogioco di nautica gratuito, di tipo MMORPG, sviluppato da Snail e pubblicato da Internet Gaming Gate.

## Modalità di gioco
È un MMORPG gratuito completamente in 3D, ambientato nel XVI secolo, tempo di pirati e colonizzazioni. Consiste nel comandare il proprio vascello da battaglia e partire verso il continente europeo, l'Asia e le Americhe. I giocatori possono essere esploratori, mercanti o anche pirati, e personalizzare l'aspetto del proprio personaggio. Questo MMORPG punta al realismo storico e offre PNG variabili a seconda del luogo.
Ogni giocatore può migliorare la propria nave in qualsiasi modo. Il combattimento tra navi in Voyage Century Online comprende cannonate sparate dalla distanza, speronamenti e anche abbordaggio con gli equipaggi che si affrontano nel corpo a corpo.
Si può commerciare con vari tipi di merci che sono soggette a fluttuazioni di prezzo a seconda del porto, andare a caccia di tesori e visitare le meraviglie del mondo antico come le piramidi.